# Kotwica

Kotwica.

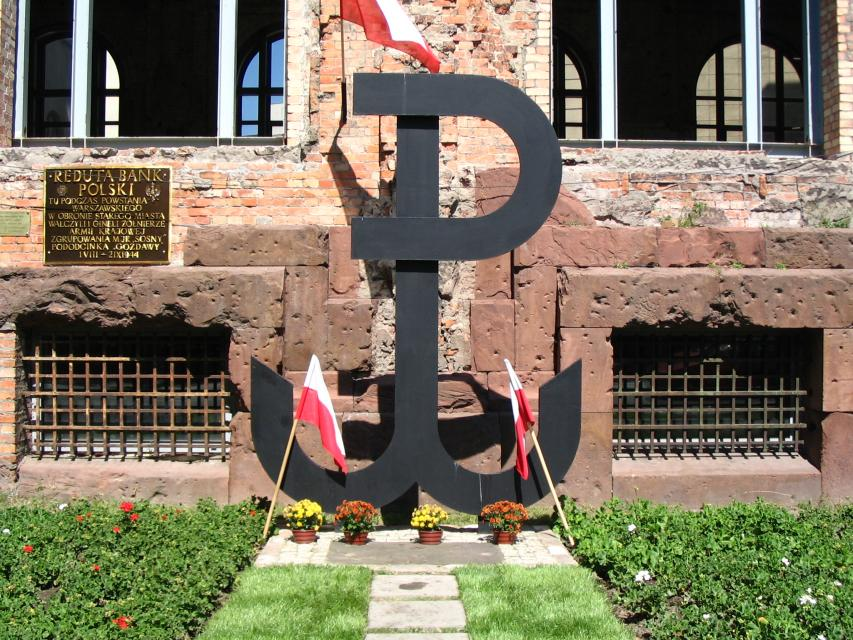
Biểu tượng Kotwica trên tượng đài Ngân hàng Reduta, biểu tượng của Ba Lan trong Khởi nghĩa Warszawa.

Kotwica ([kɔtˈfit͡sa]; tiếng Ba Lan, nghĩa là "Mỏ neo") là biểu tượng của Chính phủ địa hạ Ba Lan và Armia Krajowa (Quân đội gia đình, viết tắt: AK) trong thời Thế chiến II. Biểu tượng này ra đời vào năm 1942 do các thành viên của đơn vị phá ngầm AK Wawer đề xuất. Kí hiệu được tạo bởi 2 chữ cái P và W lồng vào nhau. PW là chữ viết tắt của Pomścimy Wawer ("Chúng ta sẽ trả thù cho Wawer"), ám chỉ đến vụ thảm sát Wawer (26–27 tháng 12 năm 1939). Đây được coi là một trong những vụ thảm sát thường dân Ba Lan quy mô lớn đầu tiên do quân đội Đức thực hiện.
Lúc đầu, các trinh sát Ba Lan từ các nhóm phá ngầm viết toàn bộ cụm từ trên tường. Tuy nhiên, sau đó các nhóm phá ngầm này viết tắt thành PW, theo thời gian đã trở thành biểu tượng cho cụm từ Polska Walcząca ("Chiến đấu Ba Lan"). Đầu năm 1942, đơn vị phá ngầm AK tổ chức một cuộc thi để thiết kế một biểu tượng đại diện cho phong trào kháng chiến, và thiết kế của Anna Smoleńska giành chiến thắng.
Smoleńska bị Gestapo bắt giữ vào tháng 11 năm 1942 và qua đời ở trại tập trung Auschwitz vào tháng 3 năm 1943, lúc đó mới chỉ 23 tuổi.